# Xenocatantops longpennis
Xenocatantops longpennis är en insektsart som beskrevs av Cao, C. och X.-c. Yin 2007. Xenocatantops longpennis ingår i släktet Xenocatantops och familjen gräshoppor. Inga underarter finns listade i Catalogue of Life.